# Burg Pirou
Die Burg Pirou (französisch Chateau Fort de Pirou) steht unweit von Lessay auf der Halbinsel Cotentin in der Normandie in Frankreich. Die inmitten eines künstlichen Sees gelegene Niederungsburg ist eine Befestigung aus dem 12. Jahrhundert und wurde im 17. Jahrhundert schlossartig umgestaltet.
Als Ahnherr der Herren von Pirou gilt Serlon I. de Hauteville. Als einer der zwölf Söhne Tankreds von Hauteville war er ein Bruder Robert Guiscards, des Begründers der normannischen Herrschaft in Sizilien, der um 1035 zusammen mit dem älteren Bruder Wilhelm Eisenarm in Apulien eintraf und ab 1061 Sizilien eroberte.
Ein Ritter von Pirou nahm 1066 an der normannischen Eroberung Englands teil und erhielt einen Besitz in Somerset, wo seine Familie in Stoke-Pero im 12. Jahrhundert mit der „Stoke Pero Church“, 309 m über dem Meer, die höchstgelegene Kirche in Somerset gründete.
Die Burg wurde im Hundertjährigen Krieg von 1337 bis 1453 mehrmals belagert, teilweise zerstört und immer wieder instand gesetzt. Zuletzt wurde sie im 18. Jahrhundert restauriert, aber dann etwa 100 Jahre lang bis Anfang des 20. Jahrhunderts als Bauernhof genutzt. Die Burg Pirou stand früher wesentlich dichter am Meer und war als Schutz für eine natürliche Bucht gedacht. Einst durch mehrere äußere Wälle und Gräben bewehrt, von denen Reste übrig sind, war es durch seine noch großenteils vorhandenen Hindernisse schwer einzunehmen. Von der mittelalterlichen Anlage sind die eindrucksvollen Mauern aus dem 12. und 14. Jahrhundert übrig, die ab 1968 restauriert wurden.

## Sage
Zu der Burg gibt es eine Sage in der erzählt wird, dass sich die Bewohner der Burg, um sich vor der Belagerung skandinavischer Eroberer in Sicherheit zu bringen, mithilfe eines Zaubers in Gänse verwandelten und davon flogen. Die Belagerer legten ein Feuer in der leeren Burg, worauf auch das Zauberbuch, das zur Umkehr des Zaubers notwendig war, verbrannte. Die Gänse kehrten zurück, sind nun aber an ihre Tiergestalt gebunden. Seitdem kehren sie jedes Jahr im Frühjahr zurück in der Hoffnung, die Verwandlung rückgängig machen zu können. Unverrichteter Dinge ziehen sie im Herbst wieder nach Süden.